# Arvo Turtiainen
Arvo Albin Turtiainen, född 16 september 1904 i Helsingfors, död 8 oktober 1980 i Helsingfors, var en finländsk, finskspråkig författare och poet.

## Biografi
Turtiainen var son till en socialistisk skräddarmästare, Ernst Turtiainen, och dennes hustru Ida Lovisa Väätäinen. Efter avslutad skolgång tog han examen 1925 som tandtekniker. Han arbetade sedan i detta yrke i Viborg 1927-30 och i Åbo och Helsingfors 1930-32 och 1934-36). 
Fram till depressionsåren och den expanderande högerrörelsen, som kämpade för att utrota alla spår av marxismen, var Turtiainen inte särskilt intresserad av arbetarrörelsen. Mellan åren 1931 och 1932 studerade han emellertid journalistik och samhällsvetenskap vid Socialinstitutet, och började att skriva i vänstertidningen Työn Voima (1932-1934). Från denna period, från 1932 och framåt, var Turtiainens trogna följeslagare hans bärbara Remington skrivmaskin, som han använde över 40 år.
År 1934 bosatte sig Turtiainen i Helsingfors, och började publicerade dikter i tidningen Tulenkantajat (Eldbäraren). Snart blev han en av de centrala elementen i den litterära gruppen Kiila och fungerade som dess ordförande fram till 1951. Medlemmarna i Kiila föredrog radikal fri vers och var mer eller mindre marxister. Från 1936 till 1938, var Turtiainen  redaktör för Kirjallisuuslehti. Från 1945 till 1947 redigerade han tidskriften 40-luku.
Under 1950- och 1960-talet, var Turtiainen känd både för sina vänsterpolitiska ståndpunkter och för sina dikter som med humor och satir skildrar platser och människor i Helsingfors. Han använde "Stadi"-slang, vardagsspråket från sekelskiftets Helsingfors, som lånade ord bland annat från ryska och svenska.

## Hedersbetygelser
Turtiainen tilldelades
- Aleksis Kivi-priset 1964,
- Pro Finlandia-medaljen 1965,
- Eino Leino-priset 1973.